# Zbych Trofimiuk
Zbych Krzysztof Trofimiuk (* 7. April 1979 in Warschau) ist ein australischer Schauspieler polnischer Herkunft.

## Biografie
Trofimiuk wurde als Sohn des tschechischen Malers Jurak Trofimiuk und der australischen Bildhauerin Zoja Trofimiuk in Polen  geboren, im Alter von vier Jahren zog er mit seinen Eltern nach Australien. Er besuchte zunächst die Melbourne Boys Highschool. 1994 wurde er mit der Serie Im Bann der Sterne (Sky Trackers) bekannt, für die er 1995 sowohl mit einem AFI Award in der Kategorie Best New Talent als auch mit einem Young Actor’s Award ausgezeichnet wurde. Weitere Bekanntheit erlangte er durch seine Hauptrolle in Spellbinder (1995).  Auch für diese Rolle erhielt er eine Auszeichnung, den Premier’s VCE Award (1996). Beide Serien wurden auch im deutschen Fernsehen ausgestrahlt. Nachdem er sich 1996 vorerst aus dem Schauspielgeschäft zurückgezogen hatte, besuchte er die Sandrigham Highschool. Im Anschluss studierte er an der Victoria University und machte dort 2004 seinen Abschluss mit einem Bachelor in Performance Studies. Seit 2005 arbeitet Trofimiuk wieder als Schauspieler, allerdings nur auf der Theaterbühne. So war er unter anderem in dem Stück Bunny zu sehen und führte Regie bei La Mama. Momentan ist er Dozent an der Monash University in Victoria. Trofimiuk arbeitet auch als Künstler.

## Filmographie
- 1994: Im Bann der Sterne (Sky Trackers)
- 1995: Spellbinder – Gefangen in der Vergangenheit